# Donje Punoševce
Donje Punoševce (en serbe cyrillique : Доње Пуношевце) est un village de Serbie situé sur le territoire de la Ville de Vranje, district de Pčinja. Au recensement de 2011, il comptait 7 habitants.

## Démographie
| 1948 | 1953 | 1961 | 1971 | 1981 | 1991 | 2002 | 2011 |
| ---- | ---- | ---- | ---- | ---- | ---- | ---- | ---- |
| 198  | 199  | 132  | 93   | 65   | 39   | 21   | 7    |

|  |